# Vineta
Vineta (Betonung auf der zweiten Silbe) ist der Name einer sagenhaften Stadt an der vorpommerschen Ostseeküste. Der historische Kern der Sage geht wahrscheinlich auf die Überlieferung zu der hochmittelalterlichen Frühstadt zurück, die auch unter den Namen Jumne, Jomsburg, Julin o. ä. bekannt ist.

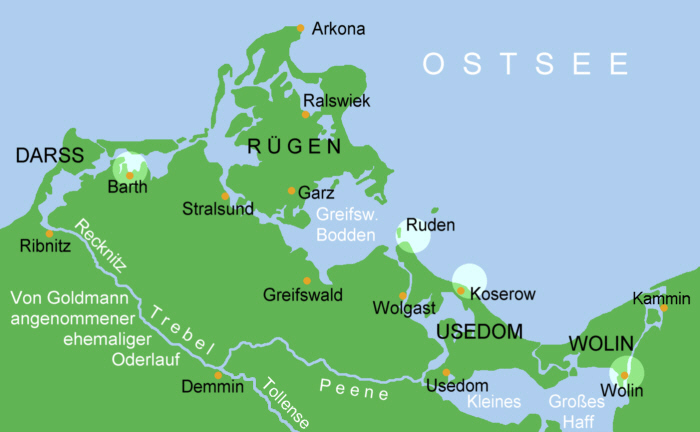
Verschiedene mögliche Lagen von Vineta

## Die Sage von Vineta
Der Sage nach ging Vineta bei einem Sturmhochwasser unter. Grund seien der moralische Verfall der Stadt, der „Hochmut und die Verschwendung der Bewohner“ gewesen. In einer der zahlreichen Varianten der Sage gab es eine Warnung: Drei Monate, drei Wochen und drei Tage vor dem Untergang der Stadt erschien sie über dem Meer mit allen Häusern, Türmen und Mauern als farbiges Lichtgebilde. Die Ältesten rieten allen Leuten daraufhin, die Stadt zu verlassen, denn sehe man Städte, Schiffe oder Menschen doppelt, so bedeute das immer den Untergang. Doch die Bewohner Vinetas kümmerten sich in ihrem Mangel an Demut nicht darum. Niemand beachtete auch die allerletzte Warnung: Einige Wochen später tauchte eine Wasserfrau dicht vor der Stadt aus dem Meer und rief dreimal mit hoher, schauerlicher Stimme:

„Vineta, Vineta, du rieke Stadt, Vineta sall unnergahn, wieldeß se het väl Böses dahn“

„Vineta, Vineta, du reiche Stadt, Vineta soll untergehen, weil sie viel Böses getan hat.“

Auch heute noch sollen zu besonderen Zeiten Glocken aus den Tiefen des Meeres zu hören sein.

## Historische Quellen

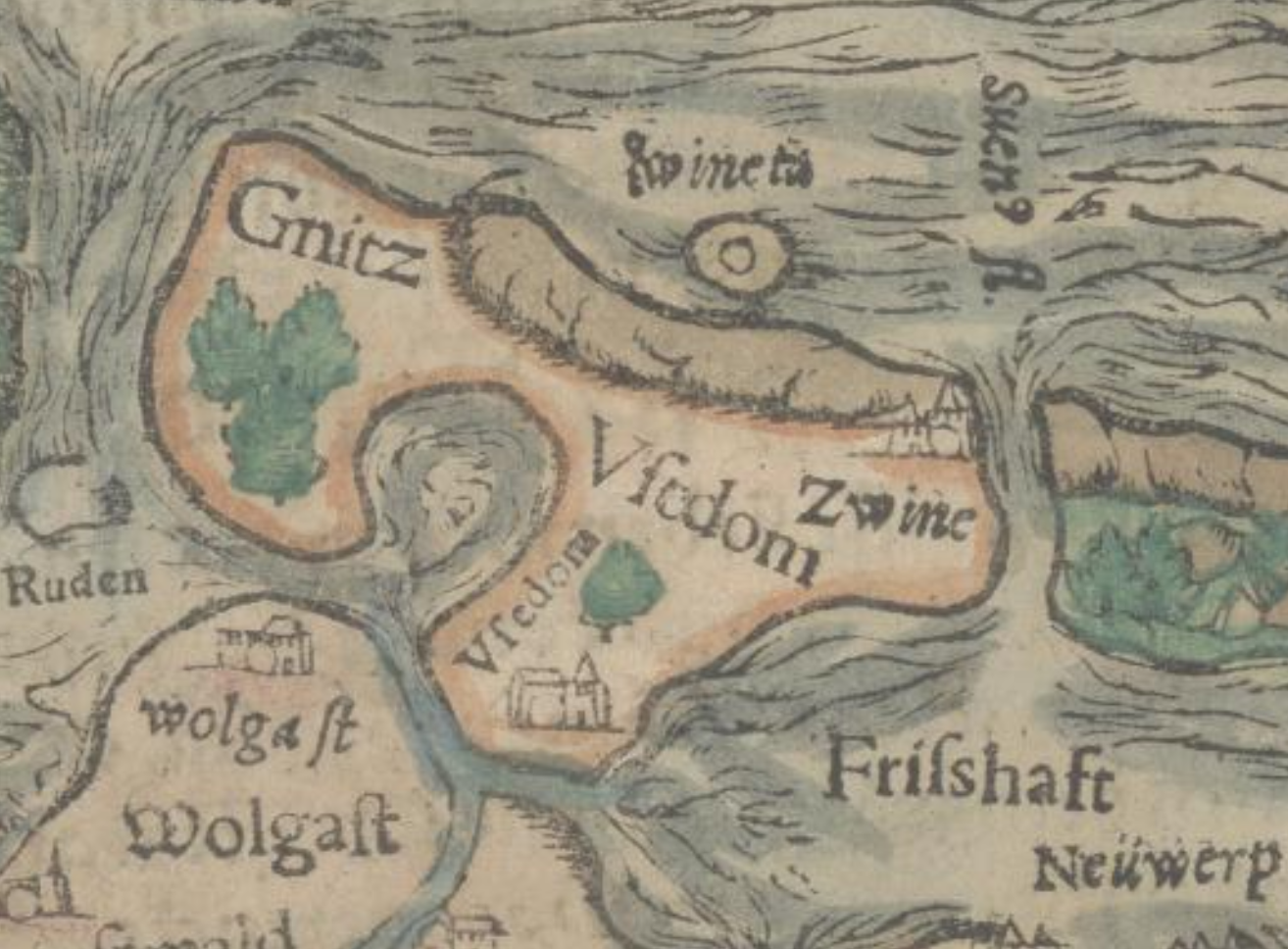
Zwineta in einer Karte von dem Herzogtum Pommern, Kupferstich um 1564

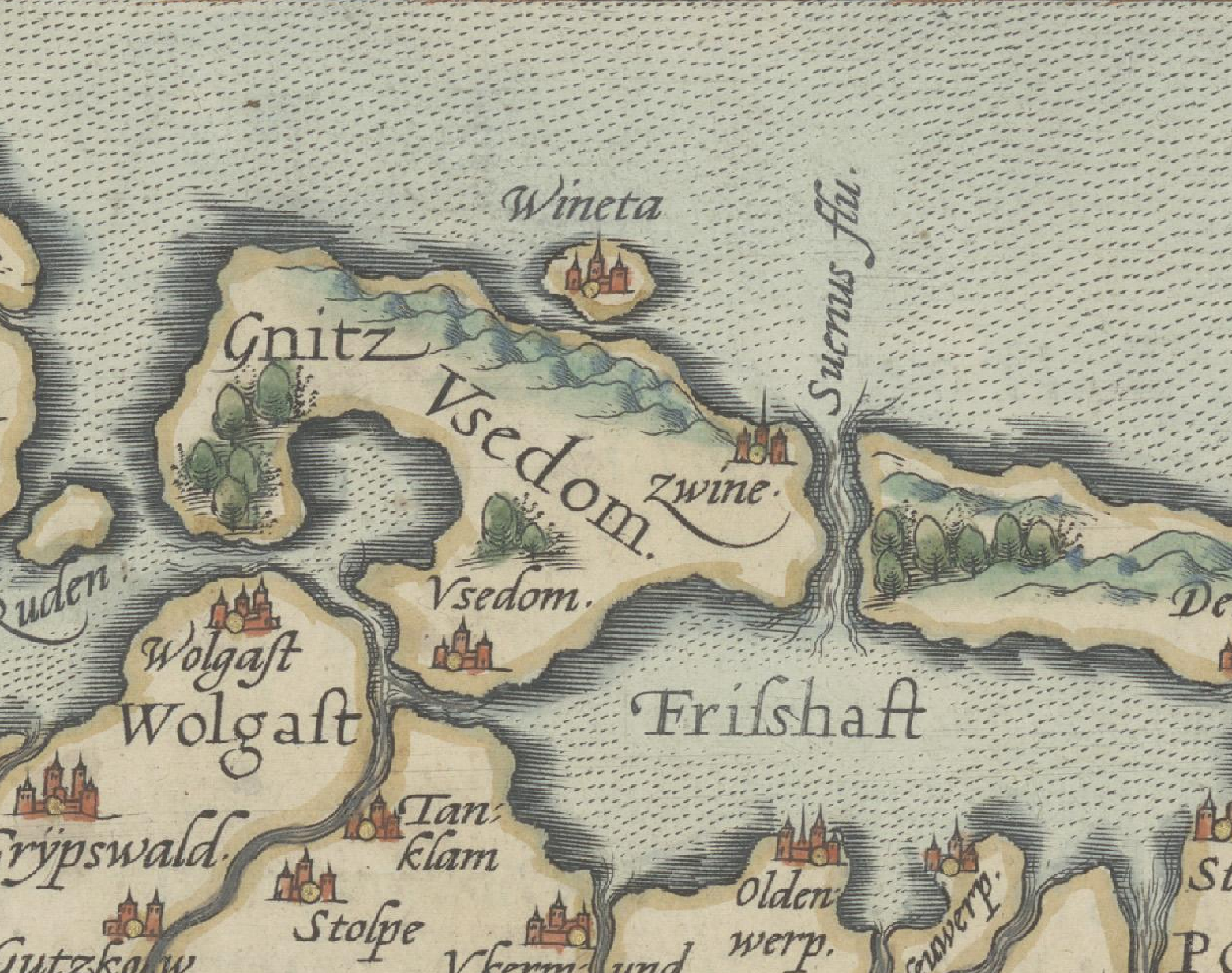
Wineta in einer Karte von Pommern, Kupferstich um 1573

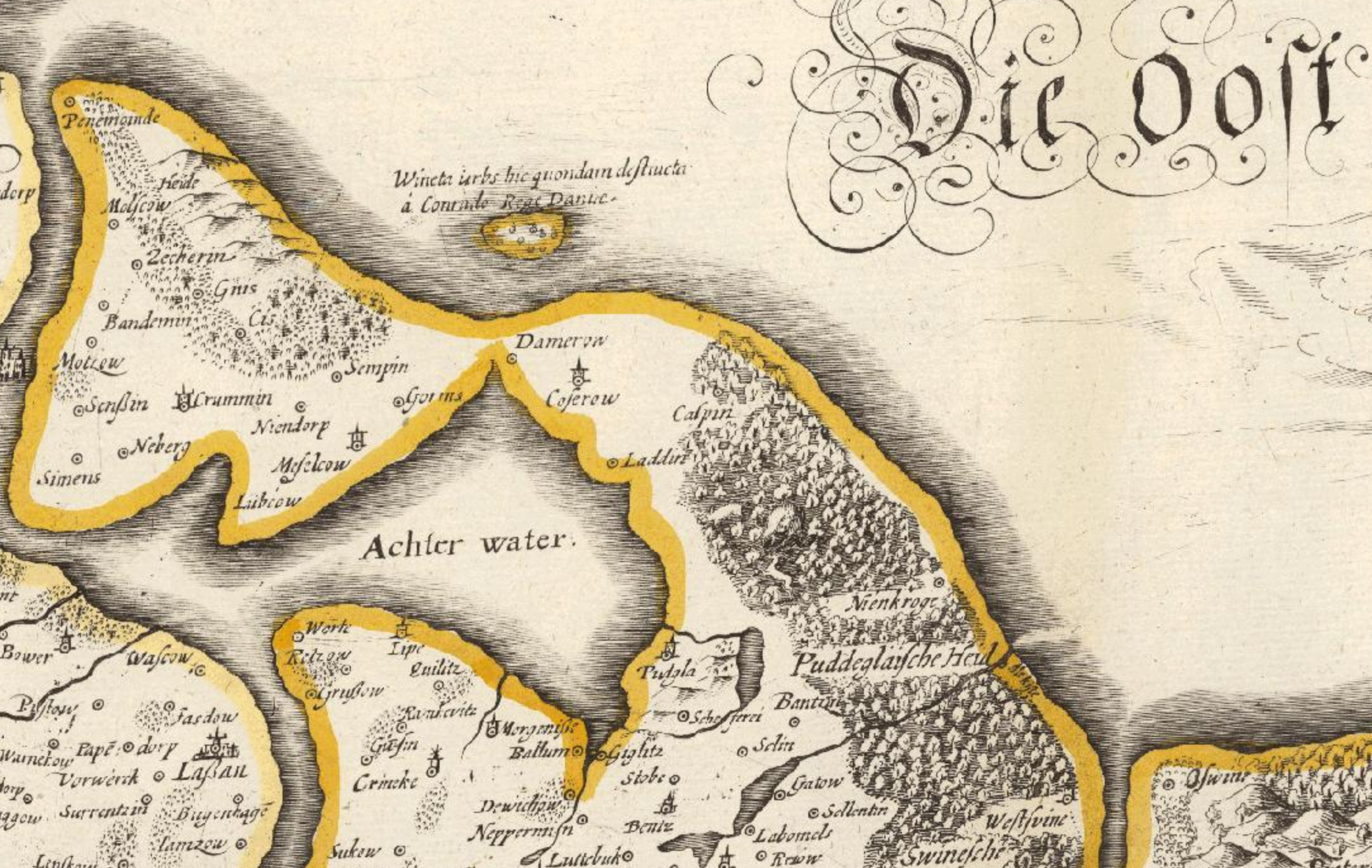
Wineta um 1618 auf der Lubinschen Karte von Eilhard Lubin

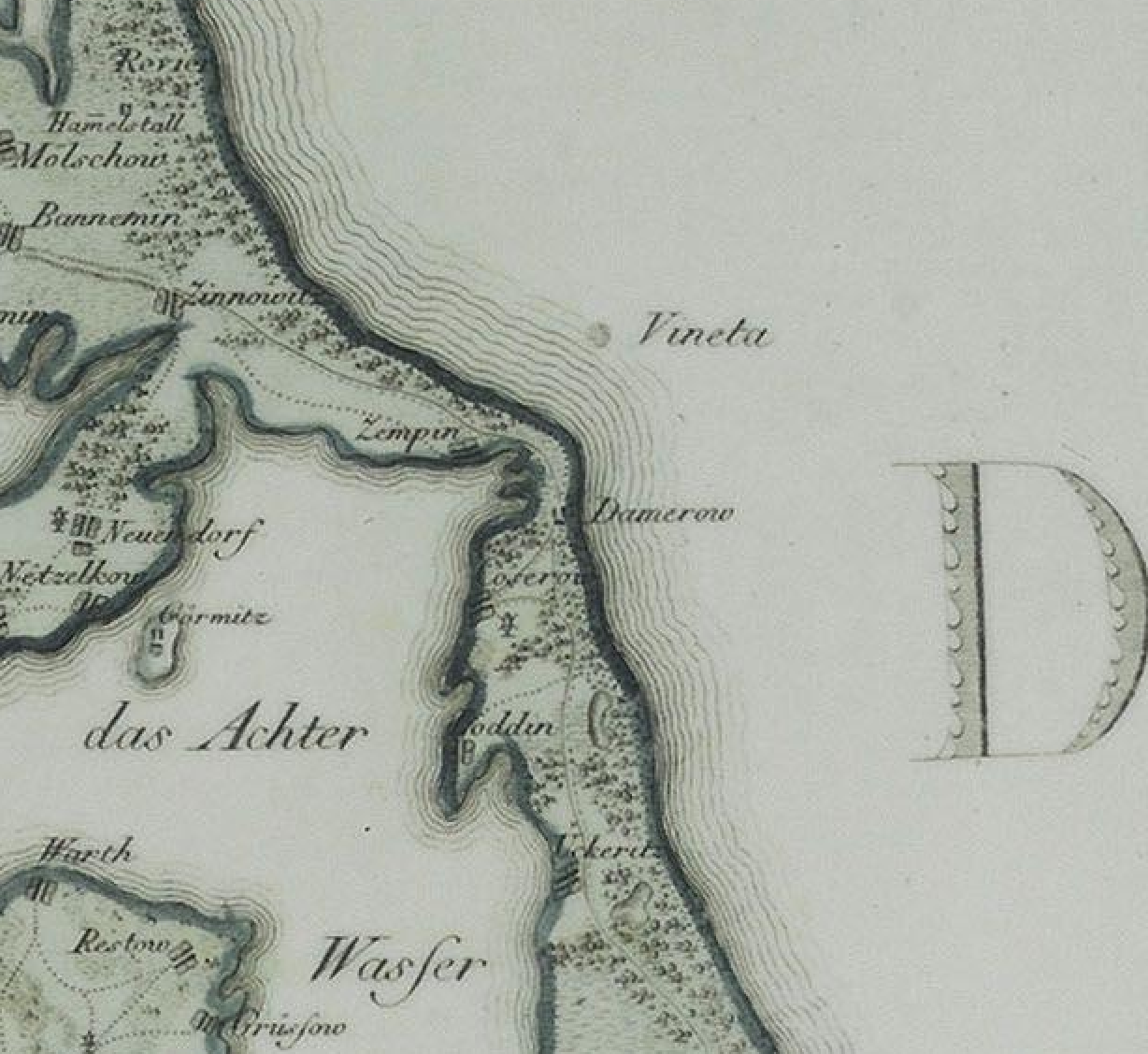
Vineta in der Karte von dem Herzogtum Pommern, Kupferstich um 1789

- Um 965 berichtet Ibrahim ibn Jaqub von einer reichen Stadt, deren arabisch geschriebener Name in der Umschrift etwa Weltaba lautete.
- 1075/80 schreibt Adam von Bremen von einem Seehandelsplatz auf einer Insel an der Mündung der Oder in die Ostsee östlich des vom Erzbistum Hamburg beanspruchten Diözesangebiets, wo Slawen, Barbaren und Griechen wohnten und Sachsen Handel trieben und wo einst Harald Blauzahn Zuflucht fand. Nach der ältesten Handschrift dieser Überlieferung (11. Jhd.) war dessen Name vimne bzw. uimne. Die zweitälteste Abschrift aus der Zeit um 1200 spricht an diesen Stellen von uimne und iumne bzw. jumne (im handschriftlichen Latein keine Differenzierung zwischen v und u bzw. i und j). Jüngere Abschriften geben den Namen meist in der letzteren Variante (Jumne) wieder, ein frühneuzeitlicher Druck auch als Julinum und Juminem.[1]
- Zwischen 1140 und 1159 entstanden drei Viten des Otto von Bamberg, die den Namen Julin für eine Frühstadt benutzen, die mit Sicherheit an der Stelle des heutigen Wollin (im Süden der gleichnamigen Insel) gelegen war.[1]
- 1163/1168 kopiert Helmold von Bosau nahezu wörtlich die Passagen Adams von Bremen über diesen Ort. In der ältesten erhaltenen Handschrift von Helmolds Slawenchronik (um 1300) findet sich die Schreibweise uineta, die vom Schreiber nach iuḿta korrigiert wurde (abgekürzt für iumenta oder iumneta). In jüngeren Abschriften findet sich Jumneta, in der Kapitelüberschrift aller überlieferten Handschriften jedoch Vinneta.[1]
- Um 1170 berichtet die nordische Knýtlinga saga über die Belagerung der Jomsburg durch den dänisch-norwegischen König Magnus (1043) und einen gegen diesen Ort vom Dänenkönig Waldemar I. geführten Feldzug (1170).[1]
- Um 1190 schreibt Saxo Grammaticus sowohl über denselben Feldzug (1170) als auch über Harald Blauzahns Aufenthalt dort, nennt den Ort aber Julin[um].[1]
- Um 1564 wird auf einem Kupferstich von dem Herzogtum Pommern eine Stadt namens Zwineta auf einer kleineren Insel vor der Insel Usedom dargestellt. Südlich von Zwineta befindet sich Zwine. Dies ist das heutige Swinemünde in Polen.[2]
- Um 1573 wird auf einem Kupferstich von Pommern eine Stadt namens Wineta auf einer kleineren Insel vor der Insel Usedom dargestellt.[3]
- Um 1618 wird in der Lubinschen Karte von Eilhard Lubin eine Stadt namens Wineta auf einer kleineren Insel vor der Insel Usedom nahe Damerow bei Koserow mit folgenden Worten dargestellt: „Wineta urbs quondam destructa á Conrado Rege Daniae“ (Die Stadt Wineta wurde einst von Conrad, König von Dänemark zerstört)[4]
- Um 1789 wird in der Karte von dem Herzogtum Pommern eine Stadt namens Vineta vor der Insel Usedom nahe Damerow bei Koserow dargestellt.[5]

## Lage

### Arkona
1937 und 1938 wurden im Rahmen der Germanen- und Wikingerforschung der Nationalsozialisten Untersuchungen am Arkonariff durchgeführt. Grund dafür waren die Informationen in der Lubinschen Karte, dass bei Kap Arkona eine Stadt versunken sein soll. Gleichzeitig fand man im Hamburger Museum eine Münze, den so genannten Dithmarscher Gold-Brakteaten, auf dem ein Hafengrundriss zu erkennen war, der die Jomsburg/Vineta darstellen sollte. Beide Informationen führten 1937/38 zu Forschungen am Arkona-Riff durch das Forschungsschiff Meteor der Reichsmarine, dessen Mannschaft Vermessungen, Luftbildaufnahmen, Tauch- und Bergungsarbeiten dort durchführte. Man fand Steinmolen, Grenzwälle und Einzelstücke wie vier Steinkugeln von Schleudermaschinen und einen Runenstein mit dem Namen „Ulf“, der auch auf der Goldmünze zu lesen sein sollte. In Verbindung mit der Jaromarsburg wurde deshalb hier Jomsburg/Vineta vermutet.

### Vinetariff vor Koserow/Damerow
Der Historiker David Chyträus siedelt im 16. Jahrhundert in seinem Chronicon Saxoniae Vineta „jenseits des Peeneflusses beim Dorfe Damerow“ an. Damerow ist ein Vorwerk von Koserow (Usedom). Für Chyträus war das Land der Vineter (Veneter) Usedom, während Julin auf Wollin von den Pomoranen bewohnt war. Inzwischen ist bekannt, dass der Nordwesten Usedoms wenig slawisch besiedelt war, archäologische Funde sind nicht bekannt, so dass diese Theorie heute keine Bedeutung mehr hat.
Vineta ist der Sage nach vor Koserow versunken. Der Historiker Wilhelm Ferdinand Gadebusch aus Swinemünde leitete 1863 hieraus und aus weiteren Betrachtungen seine These für die Koordinaten Vinetas ab. Gadebusch vertrat die Auffassung, dass eine relativ ostseeferne Stadt Vineta (bei Wollin) an der flachen Dievenow – einem Mündungsarm der Oder – gelegen, für größere Schiffe nicht anzusteuern gewesen wäre. Er suchte aus diesem Grunde Vineta an anderer Stelle.
Die Informationen zum Vinetariff vor Koserow waren lange Zeit wegen der alten Kartensignaturen als Lagekennzeichnung und der Vielzahl großer Steine bedeutend. Diese Steine wurden von mehreren Wissenschaftlern besucht und begutachtet, die sogar erkannt haben wollten, dass sie in geordneten Formationen gelagert waren, die z. B. Molen sein könnten. Nachdem aber nach 1818 auf dem Riff in erheblichen Mengen die Steine dort gezangt wurden, war klar, dass sie natürlichen Ursprungs aus der Eiszeit waren und keinerlei Bearbeitungsspuren aufwiesen. Die Steine wurden dazu verwendet, die Molen in Swinemünde zu bestücken.

### Ruden/Peenemünder Haken
Ein gutes Dutzend Landkarten zwischen 1633 und 1700 verzeichnet das versunkene „Wineta“ östlich nahe der Insel Ruden vor der Peenemündung. Der Theologe Bernhard Walther Marperger beschreibt sie um 1700 an derselben Stelle. Die Anzahl der Karten ist allerdings ohne Beweiskraft, da damals Karten großenteils voneinander abgezeichnet wurden. Der Ursprung dieser Vorstellung dürfte in der Allerheiligenflut von 1304 liegen, der der größte Teil des Rudens und die damals bestehende Verbindung nach Mönchgut auf Rügen zum Opfer fielen.
Die Gegend zwischen dem Ruden und dem Peenemünder Haken wurde wegen älterer Informationen in Betracht gezogen, Jomsburg/Vineta gewesen zu sein. Die alten Küstenformen vor den Aufspülungen der Jahre nach 1936 ließen auch solche Vermutungen zu. Zusätzlichen Aufschwung erlangte diese These nach dem Wikinger-Goldfund am Peenemünder Haken von 1905 bzw. 1908. Diese Theorie wurde dann aber wegen des Fehlens weiterer Indizien fallen gelassen.

### Wollin
Rudolf Virchow war überzeugt: „Vineta ist Wollin!“ Adolf Hofmeister formulierte aufgrund der Quellenlage in den Jahren 1931/32 die heute in der pommerschen Historiografie allgemein akzeptierte These, dass Vineta, Jumne, Julin, Jomsborg etc. mit der Frühstadt an der Stelle des heutigen Wollin identisch sei. Ausgrabungen deutscher und polnischer Archäologen seit den 1930er Jahren in der Stadt Wollin und daran anknüpfende polnische Grabungen seit den 1950er Jahren scheinen diese These zu stützen. Sie bewiesen, dass sich in der Nähe der heutigen Stadt Wollin vom 10. bis zum 12. Jahrhundert ein bedeutender Seehandelsplatz mit einer entsprechend großen multiethnischen Siedlung befunden hat.
Umfangreiche Untersuchungen zur Lage von Vineta gab es lt. Baltische Studien schon 1828 mit der Kartierung von Steffen und 1847 durch Robert Klempin. Sie konzentrierten sich auf die Deutung aller schriftlichen Zeugnisse, aber auch der topografischen, geologischen und geografischen Möglichkeiten. Klempin sieht mit den vielen dort zitierten Vorautoren Wollin als einzig mögliche Lagenvariante für Vineta.
1868 berichtet der Regionalhistoriker Heinrich Berghaus ebenfalls von der Übereinstimmung von Wollin mit Vineta, unter anderem zeigt er die derzeitigen umfangreichen Funde von arabischen und anderen fremdländischen Münzen in Wollin und dessen Umgebung auf, so auf dem Silberberg, dem Schlossberg und im Bereich der Altstadt, aber auch in der weiteren Umgebung.
Rudolf Virchow nahm dann 1872 Grabungen bei Wollin am Galgenberg vor. Zu der Zeit waren noch annähernd 100 fast unberührte Hügelgräber vorhanden.
1892/93 unternahmen E. Walter und Ulrich Jahn weitere Grabungen am Gräberfeld auf dem Galgenberg, von denen keine Aufzeichnungen vorliegen.
1897 untersuchte Adolf Stubenrauch, der Prähistoriker und Restaurator im Stettiner Museum, und der Geologe Müller alle in Frage kommenden Orte, über die zu Vineta berichtet wurde. Am Ende der Besichtigungstour unternahmen sie in Wollin umfangreiche Grabungen. Das betraf auch wieder das Gräberfeld und besonders den Silberberg. Oberflächlich wurde am Silberberg eine späte Schwedenschanze festgestellt. Die Schichten darunter zeigten einen slawischen Burgwall und eine dazu gehörige Siedlung. In Richtung Dievenow befand sich ein größeres slawisches Gräberfeld, das aber durch eine ausgedehnte Sandgrube stark zerstört war. Nach den Berichten der örtlichen Behörden waren in dem Areal beträchtliche Hortfunde an Münzen und Schmuckwerk geborgen worden, diese Funde gaben dem Fundort und Hügel den Namen „Silberberg“. Bei den Untersuchungen wurden große Mengen von Hausgeräten, Scherben und Werkzeuge aus der slawisch-wikingischen Zeit geborgen. Auch auf dem Mühlenberg und am Schlossberg wurden beschränkte Grabungen angestellt.
Stubenrauch schreibt wörtlich: „Die einzige Stelle, wo in einer für die Wissenschaft nützlichen Weise nach Vineta gesucht werden könnte, ist die Umgebung der Stadt Wollin.“
Zwischen der Stadt und dem Silberberg befand und befindet sich ein Gebiet mit der Benennung „Gärten“, weil dort viele Gärten auf dem moorigen Grund, der noch bis zum 19. Jahrhundert dem Torfabbau diente, vorhanden waren. Das Gebiet war aber damals wie auch heute von Verkehrsbauten (Eisenbahn, Straßen und Wege) stark gestört. Es erstreckt sich über eine Fläche von 4.000 m² und geht von der Dievenow 500 m tief ins Land. Die Behörden berichteten, dass um 1870 dort beim Torfstechen ein Langboot in Klinkerbauweise teilweise geborgen werden konnte und dass dicht am Flussufer ein starkes Mauerwerk zu Tage trat. Stubenrauch vermutete deshalb, dass dieses Areal der sagenhafte Hafen der Jomsburg gewesen sein müsste. Er stellte auch Nachgrabungen an, vor allem an der bezeichneten Stelle des Bootsfundes. Es konnte aber nichts mehr festgestellt werden. Er musste dann auch die Grabungen einstellen, weil die Gruben sofort voll Wasser liefen (vergleiche später 2002).
1926 folgten die Forschungen von Carl Schuchhardt. Er besuchte bzw. suchte auf seiner Grabungs- und Forschungsreise Arkona, Rethra und Vineta. Er führte aber nur ganz beschränkt Grabungen aus zugunsten der Aus- und Bewertung der Grabungsberichte seiner Vorgänger. Er war auch für Wollin als Vineta, sprach sich aber für die Jomsburg im Peenemünder Haken aus.
Von 1934 bis 1938 folgten ausgedehnte Grabungen und Forschungen in Wollin besonders unter der Leitung von Dr. Karl August Wilde. Dabei wurden folgende Schwerpunkte herausgearbeitet:
1. Dievenow-Ufer von der Altstadt bis zum Schützenhaus in dem unbebauten Streifen. Dabei wurden fast auf der ganzen Strecke Landungsbrücken aus Holz mit daran anschließenden Lager- und Wohnhäusern sowie Handwerkerbuden festgestellt. Diese waren mit gut erhaltenem Holz- und Pfahlwerk sowie tausenden von Funden aller Kategorien ausgestattet. Das war eigentlich schon der Beweis für die Handelsstadt.

Kartierung von 1828 durch Steffen des Nordteils von Wollin mit Mühlenberg (rechts oben), Silberberg (unten) und dem vorgeblichen Hafen (links)

2. Kartierung von 1828 durch Steffen des Nordteils von Wollin mit Mühlenberg (rechts oben), Silberberg (unten) und dem vorgeblichen Hafen (links) Am Silberberg wurden ebenfalls ausgedehnte Grabungen durchgeführt. Dieses Gebiet war durch die älteren Grabungen von Steffen 1828 mit Kartierung und Stubenrauchs von 1897 schon untersucht. Es bestätigten sich das Körpergräberfeld (erheblich gestört durch die Sandgrube), der slawische Burgwall einschließlich Siedlung und die darüber aufgeworfene Schwedenschanze aus der Neuzeit. Der Burgwall wurde an mehreren Stellen geschnitten und dabei die Profile und die zeitliche Abfolge genau festgestellt.[12]

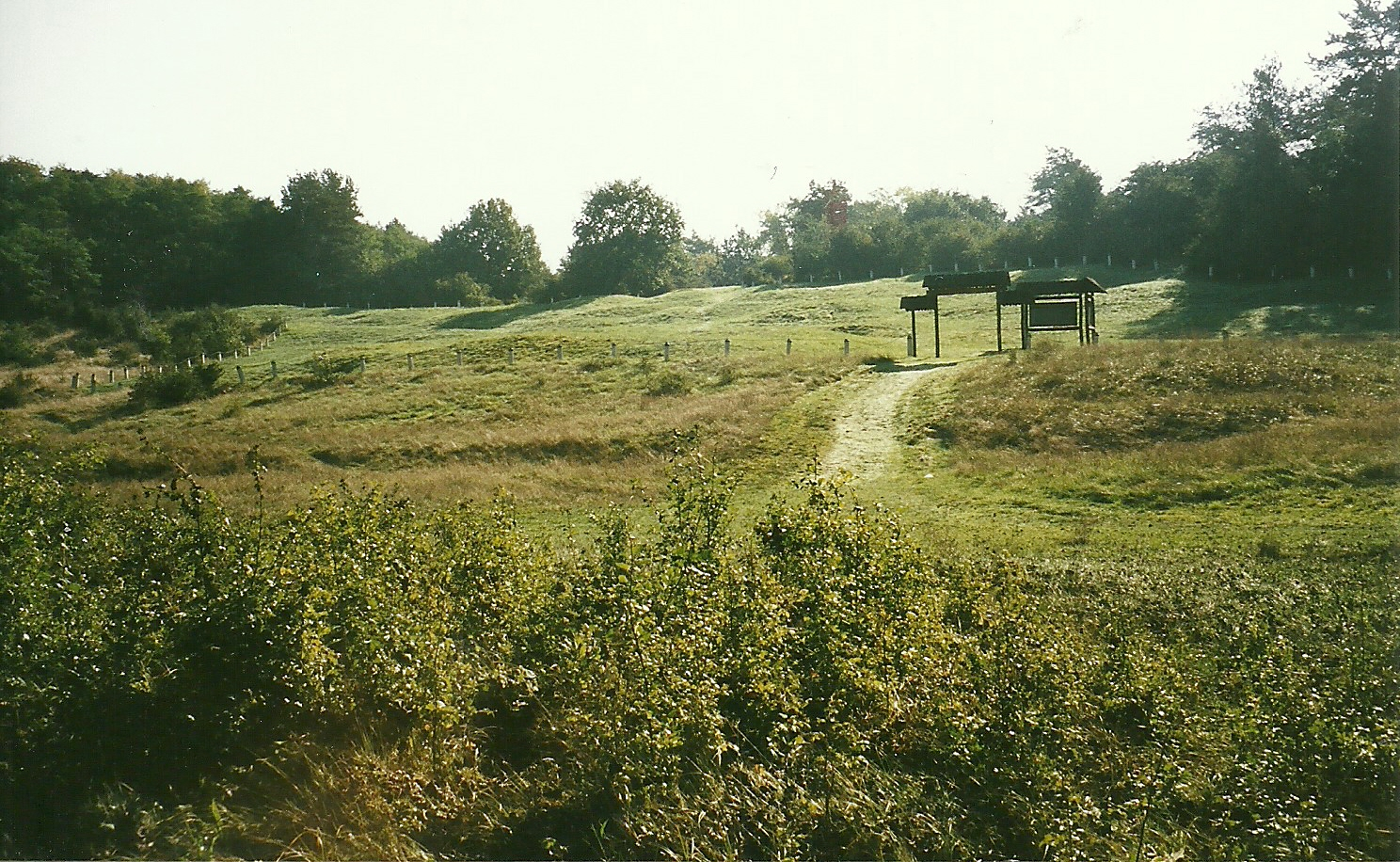
Gräberfeld am Galgenberg Wollin

3. Gräberfeld am Galgenberg Wollin Ausgiebig wurde das Gräberfeld auf dem Galgenberg untersucht. Die ungewöhnlichen Hügelgräber hatten Inhalte von der Trichterbecherkultur (Neolithikum) bis zur Slawenzeit. Jeder Grabhügel ist komplett untersucht und dokumentiert. An der Kliffkante des Berges nach Süden lag eine kleine slawische Siedlung, die ohne Befestigung wohl auch als Beobachtungspunkt zur Südfahrt der Dievenow diente.
4. Keine Grabungen gab es am Schlossberg (Lage ungenau), da dort alles überbaut war.
5. Auf dem südwestlichen Mühlenberg (neuzeitlicher Friedhof) gab es begrenzte punktuelle Grabungen, dort gab es nur wenige bronzezeitliche Funde.
6. Gleichzeitig mit den Wallgrabungen am Silberberg wurde am nahe gelegenen Mühlenberg (Johanneshof) Notbergungen von Wilde durchgeführt, da dort bei Ackerarbeiten Begräbnisse auftraten, die aber nicht dokumentiert sind.
7. Wegen der Neugestaltung des zentralen Marktplatzes konnte das Gebiet durch Wilde ausgiebig untersucht werden, auch dort gab es aus verschiedenen Epochen jede Menge Fundbelege. Dort wurden Grabungen bis in eine Tiefe von 6 Metern ausgeführt. Es konnten in mehreren Schichten Holzbauten verschiedener Bauweise (Stab-, Flecht- und Blockbauten) festgestellt werden. Verglichen wurden sie mit den fast gleichzeitigen Funden von fast kompletten Hausbauten am Schlossberg von Gützkow, die auch von Wilde ausgeführt und von Wilhelm Petzsch 1935 publiziert waren.

In Wollin konnten bei den Schichtungen auch starke Brandschichten festgestellt werden, die auf die geschichtlich überlieferten Zerstörungen durch die Dänen zurückgeführt wurden. Damit konnten die Schichtungen auch datiert werden. Wiederholt war die Siedlung über der Brandschicht planiert und dann wiederaufgebaut worden, deshalb auch die ungewöhnliche Tiefe der Grabung.
Weitere Grabungen und Forschungen wurden durch den Krieg verhindert.
1952 begannen unter der Leitung von Władysław Filipowiak vom Stettiner Museum ausgedehnte Grabungen und Untersuchungen besonders im Altstadtbereich Wollins (poln. Wolin). Möglich waren diese ausgedehnten Grabungen durch die Kriegszerstörungen in der Altstadt, denen die Bereiche zwischen der Kirche bis hinunter zur Dievenow zum Opfer gefallen waren und die so kurz nach dem Krieg und teilweise bis heute nicht wieder bebaut wurden. Dort konnten intensive Grabungen in denjenigen Bereichen erfolgen, die 1934/38 noch bebaut waren. Am Ufer in Richtung Osten wurden Relikte einer Brücke über die Dievenow aus der slawischen Epoche festgestellt. Punktuell wurden die anderen Gebiete wie in den Aktionen 1934 bis 1938 mit untersucht und deren Ergebnisse mit über 50.000 Funden bestätigt und ausgeweitet. Heute sind die Funde im Museum von Wollin (poln. Wolin) neben dem Rathaus zu sehen. Der Silberberg und das Gräberfeld auf dem Galgenberg wurden zu archäologischen Reservaten erklärt. Die Wikingersiedlung auf der Plage-Insel zeigt das Leben, die Bauweise und das Handwerk dieser Epoche. Teilweise sind dort auch Original-Funde aus den Grabungen ausgestellt.
Im Jahr 2002 besuchte eine größere Gruppe von Bodendenkmalpflegern aus Vorpommern das polnische Wolin und wurde von einem Schüler Filipowiaks, der jetzt Grabungsleiter in Wolin war, geführt. Er zeigte die Grabungsflächen von 1934/38 und 1952 und das Museum der Stadt und geleitete die Gruppe auch zum Silberberg. Zum Abschluss zeigte er die neue Grabungsstelle im Gebiet der oben beschriebenen „Gärten“. Dort sollte zu der Zeit die inzwischen fertiggestellte Ortsumgehungsstraße mit neuer paralleler Bahnbrücke gebaut werden. Vorher waren die archäologischen Untersuchungen angesetzt. Die Denkmalpfleger konnten die Grabungsstellen und nachher auch die Funde in dem Gebäude der Archäologen besichtigen, wo sie gesammelt, gereinigt und katalogisiert worden waren. In den Gruben der Grabung, die voll Grundwasser vom Moor standen (wie bei Stubenrauch beschrieben), waren ausgedehnte und gut erhaltene Pfahlwerke zu sehen.
Leider sind bislang keine genauen umfangreichen Grabungsberichte aus den Jahren 1952 bis 2002 bekannt.
Zusammenfassung

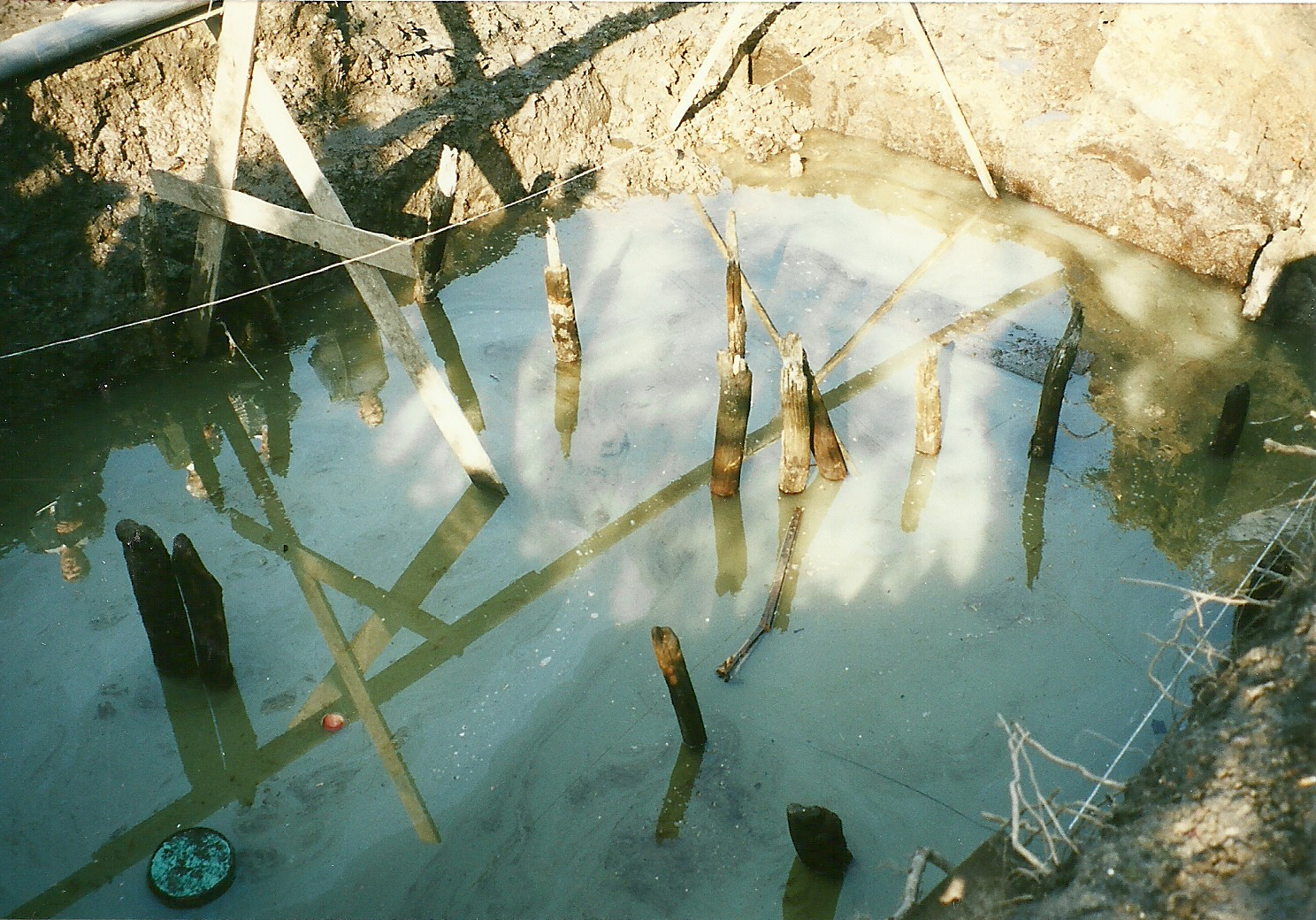
Grabungsgrube in den „Gärten“ von Wollin mit Pfahlwerk 2002

Durch die Untersuchungen und Grabungen von 1828 und 1847 bis heute ist archäologisch und quellenmäßig eine ausgedehnte frühstädtische Handelssiedlung von 4,5 km Länge, einer Breite von bis zu 800 m und einer Tiefe von 6 m (Grabungstiefe) einschließlich der Gräberfelder an beiden Enden (Nord – Silberberg und Mühlenberg sowie Süd – Galgenberg) festgestellt worden.
Im Berichtszeitraum von 1654 bis 1931 wurden die vorgeschichtlichen Münzfunde aufgelistet. Aus größeren Konzentrationen von Münz- und Hacksilberschätzen kann man auf das Vorhandensein von Handelsplätzen und Märkten schließen. Dieser Bericht umfasst alle Bereiche des damaligen Pommerns. Die Funde aus der Germanenzeit (römische Münzen) zeigen größere Funde (um 20 Stück) im Gebiet Wolgast und in Hinterpommern (Gebiet Stolp – Lauenburg). Ansonsten sind es bei einer Gesamtzahl von 170 nur einzelne Streufunde über das ganze Gebiet verteilt mit Schlussmünzen von maximal 550.
Anders sieht es mit den Münz- und Silberschmuckfunden aus der Wikinger- und Slawenzeit aus, wobei reine Münzfunde aus einer Zeit zwischen 700 und 1000 zu verzeichnen sind und später bis zum 13. Jahrhundert mehr Hacksilberfunde. In letzteren sind aber die Münzen oftmals unzerstört enthalten, weil sie ja eine geringe Größe haben. Es sind byzantinische, arabische, deutsche und wendische (meist deutsche Stücke überprägt) Münzen, die die ausgedehnten Handelswege verdeutlichen. Auch die Flucht der Wolliner vor den Invasionen der Dänen nach Kammin ist durch einen komplexen Schatzfund von 140–150 arabischen Münzen dokumentiert.
Als Handels- und Marktorte sind hervorzuheben: Ralswiek, Menzlin, Wollin, Stettin, Treptow an der Rega und Kolberg.
Als Konzentrationen der Münz- und Schatzfunde fallen Ralswiek auf Rügen (erst nach Grabungen um 1970) und Wollin (Bericht 1931) auf. Da die Münzfunde in Wollin aus dem 17. und 18. Jahrhundert nur in Ausnahmefällen gezählt wurden, sind bis 1882 nur 433 genau erfasst, da aber die sonstigen Angaben mit „große Zahl und große Menge“ doch erheblich mehr andeuten, ist von weit über 1000 arabischen und frühdeutschen Münzen auszugehen.
Die Gegenden um die anderen Vineta-Verdachtspunkte, besonders Barth (s. u.), sind total fundleer bezüglich dieser Münzen als Indizien für frühstädtische Handels- und Marktorte.
Seit mehr als 350 Jahren ist bekannt, dass Vineta / Jumne und Wollin / Julin zwei verschiedene Orte waren, wie die folgenden Zitate zeigen: Thomas Kantzow (um 1505–1542) schreibt in seiner Pommerschen Chronik: „Denn obwohl Wollin zu der Zeit“ (als der Dänenkönig Harald Blauzahn in Vineta starb) „eine mächtige Stadt gewest und deshalb zu vermuten, dass er sobald zu Wineta hab Zuflucht gehabt wann zu Wollyn, und dass Wineta derhalben hiernachmals sei zerstört worden.“ Johann Micraelius schreibt in Anderes Buch des Alten Wendischen Pommerlandes: „.... das insonderheit in den zuvor schönen und mächtigen, aber nunmehr verstörten und verderbten Städten, Wineta, Julin, Arckon, Carentz, Großwein und dergleichen abzunehmen ist.“ Adam Greschovius schreibt 1670 in Historische und Geographische Beschreibung aller verstörten Städte, Schlößer … des gantzen Pommerlandes: „Adam Bremensis schreibt von dieser Stadt Julin, dass sie insonderheit nach dem Untergang der mächtigen und berühmten Stadt Vineta die größte Stadt in Europa war.“

### Barth
Nach einer bereits 1933 publizierten These soll Vineta bei Barth gelegen haben. Unabhängig davon forschten Klaus Goldmann und Günter Wermusch seit 1994 gemeinsam zur vermeintlichen Lage von Vineta und traten 1999 mit ihren Forschungsergebnissen zur Vineta-Barth-These an die Öffentlichkeit. Demnach ist ihrer Meinung nach davon auszugehen, dass die Oder über einen heute nicht mehr existierenden Mündungsarm direkt in den Saaler Bodden zur Ostsee hin abgeflossen ist.
Damit wird von ihnen erklärt, warum die in den alten Schriften beschriebene Lage „Vineta an der Odermündung“ nicht mit der heutigen geografischen Position der Mündungen übereinstimmt. Außerdem wird versucht, Fehldeutungen zu den überlieferten Chroniken aufzuspüren und anhand von exakten Untersuchungen zu korrigieren, wie beispielsweise die Sinndeutung von Adams kurzer Ruderfahrt von „Vineta“ nach Demmin. Etliche Wissenschaftler, unter ihnen die Professoren Joachim Herrmann, Wilfried Menghin oder Friedrich Lüth, charakterisierten diese Arbeit als viel versprechende Theorie oder nannten sie sogar einen sehr gut belegten Ansatz.
Das Barther Heimatmuseum bekam den Namen „Vineta-Museum“, und die Stadt ließ sich die Bezeichnung „Vineta-Stadt“ patentieren. Da aber bis heute (Stand: August 2016) in der Barther Gegend keine zielgerichteten archäologischen Untersuchungen angestellt wurden und sich somit der gegenständliche Nachweis nur auf die unterschiedlichen Interpretationen von Zufallsfunden stützt, bleibt diese These bei einigen Wissenschaftlern nach wie vor umstritten. In der zuletzt vorgelegten Publikation zur „Vineta-Barth-Theorie“ werden die Eckpunkte der Thesen in stringenterer Fassung dargelegt und ergänzende Fakten eingebracht. So zum Beispiel, dass es sich bei dem gefundenen „Seehandelsplatz Wollin“ (Wolin) um ein Refugium des eigentlichen Wuolin = Barth = Vineta handelt. Übersehen wird in diesem Fall, dass die Fließrichtung der Peene und damit der Oder zwar während der pommerschen Staffel der Eiszeit um 12.000 v. Chr. nach Westen, also in Richtung Ribnitz ging, aber spätestens ab 8.000 v. Chr. in die heutige Richtung nach Osten wechselte, da das Eis nicht mehr die Odermündung verlegte. Das Urstromtal verlandete und vertorfte, heute sind nordwestlich von Tribsees in Richtung der Recknitz nur noch Gräben, meist schon künstlich, vorhanden. Es erscheint unplausibel, dass dieser „Wasserweg“ vor rund 1000 Jahren noch schiffbar gewesen sein soll, nachdem er schon vor 10.000 Jahren zu verlanden begann. Selbst wenn diese Fließrichtung noch um 1000 möglich war, kämen für eine Ansiedlung eher Ribnitz oder Damgarten in Frage, denn die Recknitz hatte noch um 1761 laut Karte Fischland-Darß-Zingst 1761 mit dem offenen Loop vor Barth vier aktive Ausflüsse zur Ostsee.

### Zwischen Peenestrom und Ziesebruch
Der Gebietsplaner Dietrich Schumacher schlug seit 2001 in mehreren heimatkundlichen Artikeln vor, Vineta auf dem Landstück zwischen Dänischer Wiek und Peenestrom zu verorten, das im Süden vom Ziesebruch begrenzt wird, welcher ihm zufolge früher ganz geflutet und teilweise „mehr als 100 m“ breit war. Mit diesen drei Gewässern seien auch die „drei Meere“ gemeint, von denen der Chronist Adam von Bremen Vineta umspült sah. Zur damaligen Zeit seien auch kleinere Wasserläufe (wie die Schwinge zwischen Loitz und Kemnitz am Ziesebruch) für Boote nutzbar gewesen, was Adams Aussage stütze, Vineta sei von Demmin aus (unweit südwestlich von Loitz) „in kurzer Ruderfahrt“ zu erreichen. Größter Ort auf dieser Insel sei die Burgsiedlung Wolgast gewesen (1127 erstmals erwähnt), die auch später als beherrschender Hafen an der Odermündung und Sitz der pommerschen Herzöge bedeutsam blieb. Schumacher spekuliert über weitere Orte und deren Funktionen, u. a. das zentral gelegene Wusterhusen, das auch später im Mittelalter noch als Verwaltungszentrum für das slawische Land Ostrusna bzw. Wostrosne diente. Zur Lage der Jomsburg schließt er sich der Verortung in der Spandowerhagener Wiek an.
Dass Wollin erst bedeutend wurde als der Ruhm von Vineta sank, haben die Historiker Thomas Kantzow (1505–1542) und Johann Micraelius 1723 berichtet. Die Stadt (urbs) Vineta lag im Land (civitas) Vineta (siehe Adam von Bremen). Das Land Vineta wurde begrenzt durch die Dänische Wiek, den Greifswalder Bodden, den Peenestrom, das Tal der Grämitz und das Tal der Ziese (Ziesebruch). Die Täler waren damals größtenteils Sumpfgebiete mit ausgedehnten Schilfflächen. Die Stadt Vineta mit ihrem Hafen lag auf einer Insel oder Halbinsel im Greifswalder Bodden nördlich von Lubmin. Im Lande Vineta gab es die Festung Ostrozne (Wusterhusen), die Werft bei Voddow, die Saline bei Darsim (Ludwigsburg), den Erholungsort Lubmin, den Gästeort Gustebin, die Metallwerkstatt Mylziz (Nonnendorf), den Fischerort Rubenow u. a., die Pferdezucht in Konerow, die Holzkohle- und Pechherstellung in Warsin (der Ort ist nicht mehr vorhanden) und die Seefestung Jomsburg. Das Land und die Stadt Vineta wurden durch die Slawen im 6. oder 7. Jahrhundert gegründet. Den Höhepunkt der Entwicklung soll Vineta um das Jahr 1070 erreicht haben (nach Richard Henning). Nachdem der Schutz Vinetas durch die Jomsburg wegen deren Zerstörung 1043 verlorenging wurde das Land und die Stadt Vineta in den Jahren 1043, zwischen 1080 und 1086, 1130, und 1166 von Dänenkönigen angegriffen. Spätestens 1171 wurde Vineta von den Dänen „völlig zerstört“ (nach Helmold von Bosau). Nach der Zerstörung der Dämme / Deiche (Verteidigungsanlagen und Hochwasserschutz) wurde die Sandinsel bei einem gewaltigen Hochwasser überschwemmt und weggespült (vom Meere verschlungen, wie auf alten Landkarten vermerkt). Das ungewöhnliche Hochwasser kam zustande, wenn es von Südosten Hochwasser mit Eisgang auf der Oder und dem Peenestrom gab und von Nordwesten Sturmhochwasser über den Strelasund kam (nach einer Überlieferung, zitiert von Goldmann und Wermusch); durch die damalige schmale Meerenge zwischen der Südspitze der Insel Rügen (heute die Insel Ruden, das Neue Tief entstand erst bei der Sturmflut 1314) und der Nordwestspitze der Insel Usedom konnte das Hochwasser nicht schnell abfließen. Dieses Ereignis fand 1176 oder 1177 (nach Richard Henning), 1183 (nach Volks-Conversationslexikon) oder 1184 (nach Walter Schumacher) statt. Der Wall der Jomsburg umfasste die heutigen Flächen: Dorf Spandowerhagen, die östlich gelegenen Wiesenflächen und die nördlich gelegenen und Teile der östlich gelegenen Waldflächen. Der Hafen der Jomsburg (der nach den historischen Berichten 300 Wikingerschiffe fassen konnte) lag im Bereich der heutigen tiefliegenden Wiesenflächen östlich von Spandowerhagen. Die Jomsburg wurde auf Veranlassung des Dänenkönigs Harald Blauzahn in den sechziger Jahren des 10. Jahrhunderts von den Jomswikingern gegründet. Im Jahre 986 floh Harald Blauzahn, als er bei einem Gefecht mit seinem Nachfolger Sven Gabelbart verletzt wurde, in die Jomsburg und starb dort. Weil die Jomswikinger den Dänenkönigen untreu wurden, griffen diese die Jomsburg in den Jahren 1019, 1039, 1043 und 1090 an. Die vollständige Zerstörung des Burgwalls erfolgte wohl im Jahre 1098 durch König Erik I. Der Hafen konnte noch weiter genutzt werden. Die Verlandung der Hafenzufahrt (heute flache Wiesen zwischen dem Industriegebiet am Hafen Lubmin und Spandowerhagen) und des Hafenbeckens erfolgte bei Weststürmen durch Sandeintrag aus der damals von Wald entblößten Lubminer Heide. Die Lage des ehemaligen Walls der Jomsburg, der Hafenzufahrt und des Landtors konnten nachgewiesen und eingemessen werden. Als Reste der Jomsburg sind heute noch Findlinge von der Steinreihe, die den Teil des Burgwalls an der Spandowerhagener Wiek vor Abtragung und der Landung feindlicher Boote schützte, zu sehen.

## Verwendung des Namens und der Sage

### Gedichte, Lieder, Musikstücke
- Vineta. Gedicht von Wilhelm Müller (1794–1827), enthalten im Zyklus Muscheln von der Insel Rügen (1825)
  - Vertonung von Johannes Brahms für 6-stimmigen Chor a cappella, op. 42 Nr. 2 (1860)
  - Vertonung von Hugo Kaun Symphonische Dichtung für großes Orchester, op. 16 (1888)
  - Vertonung von Achim Reichel, für sein Album Wilder Wassermann (2002)
- Vineta. Gedicht von Volker von Törne, enthalten im Zyklus Zeit der Märchen (in den Gedichtbänden Kopfüberhals bzw. Im Lande Vogelfrei)
- Seegespenst. Gedicht von Heinrich Heine (1797–1856), enthalten im Zyklus Die Nordsee. 1. Abteilung (1826)
- Zwei Texte von Ferdinand Freiligrath (1810–1876): Gedicht Meerfahrt (1838, vertont von Carl Loewe in Op. 93); Wilhelm Müller. Eine Geisterstimme (1872)
- Vineta-Glocken. Valse boston (1920er Jahre) von John Lindsay-Theimer (Pseudonym für den Kärntner Johann Theimer)
- Vineta (1994). Konzertstück und -suite für Zither solo von Peter Kiesewetter
- Vineta (2001). Sinfonische Dichtung von Urs Joseph Flury
- Vineta. Lied der Puhdys (Puhdys 1, 4. Titel)
- Vineta. Lied von Michael Heck
- Vineta. Lied von De Plattfööt CD Ierst mol ganz langsam
- Vineta. Geplanter 3. Band des Langgedichts Nautilus von Uwe Tellkamp
- Vineta. Gedichtband von Uwe Kolbe, Suhrkamp Verlag, Frankfurt am Main 1998
- Vineta. Lied von Josef Seiler (Text) und Ignaz Heim (Musik)
- Vineta (2011). Lied der Gruppe Transit (Album Übers Meer, Titel 6)
- Ein einunddreißigster August. Gedicht von Christian Morgenstern
- Sinfonie Nr. 2 „Vineta“ für Orchester (2018). Symphonisches Werk von Ettore Prandi, UA in Stralsund im Mai 2018.

### Theaterstücke und Opern
- Wineta. Oper von Heinrich Frankenberger. UA Sondershausen 1851[26]
- Vineta, oder Am Meeresstrand. Oper von Richard Wüerst. UA Berlin 1863[27]
- Vineta. Oper von Jan Nepomuk Škroup. UA Prag vor 1870[28]
- Vineta. Oper von Artur Könnemann, überarbeitet als Die versunkene Stadt, UA Leipzig 1895[29]
- Vineta. Schauspiel. In: Zu spät. Vier Einakter von Marie Eugenie delle Grazie. 1902
- Vineta. Oper von Friedrich Oskar Wermann (1840–1906)
- Legenda Bałtyku. Oper von Feliks Nowowiejski, UA Posen 1924, deutsche EA unter dem Titel Vineta in Rostock am 19. Juni 1959.
- Vineta. Die versunkene Stadt. Theaterstück von Jura Soyfer. 1937
- Vineta. Oper von Rudolf Mors (Text und Musik). Entstanden 1960–1967, UA 1968 Bielefeld
- Vineta-Festspiele. Freiluft-Theaterspektakel der Vorpommerschen Landesbühne Anklam auf der Ostseebühne Zinnowitz. Seit 1997
- Republik Vineta. Theaterstück von Moritz Rinke. 2000
- Vineta (Oderwassersucht). Theaterstück von Armin Petras (unter dem Pseudonym Fritz Kater). UA 2001 Leipzig

### Spiegelungen in erzählender Prosa
- Aurel Meinhold: Das Kreuz von Vineta. Ein Roman der nordischen Sage. Kirchheim, Mainz 1870.
- E. Werner: Vineta. Roman. Ernst Keil, Leipzig 1877.
- Theodor Fontane: Effi Briest. Roman (1895; Kapitel 17: Anspielung auf das Gedicht Seegespenst von Heinrich Heine).
- Selma Lagerlöf: Die wunderbare Reise des kleinen Nils Holgersson mit den Wildgänsen. Roman (1906/07; enthält eine Nacherzählung der Sage)[30]
- Oskar Loerke: Vineta. Erzählung. S. Fischer, Berlin 1907.
- Hans Albrecht Moser: Vineta. Ein Gegenwartsroman aus künftiger Sicht. Artemis-Verlag, Zürich und Stuttgart 1955.
- Rolf Kahl: Rauher Wind am Birkhuhnsee. Der Kinderbuchverlag, Berlin 1969 (beschreibt eine Handelsreise nach Jumne).
- Günter Grass: Der Butt. Roman (1977); Die Rättin. Roman (1986)
- Lawrence Norfolk: Ein Nashorn für den Papst. Roman (1996)
- Heinz-Jürgen Zierke: Das Mädchen aus Vineta. Erzählung. BS-Verlag, Rostock 2000, ISBN 978-3-89954-134-2.
- Uwe Tellkamp: Der Schlaf in den Uhren. Erzählung (2004 in Auszügen vorgetragen, 2022 als Buch; zieht Parallelen zwischen Dresden und Vineta).
- Charlotte Lyne: Die Glocken von Vineta. Roman. Blanvalet, München 2007.
- Oleg Jurjew: Die russische Fracht. Roman. Suhrkamp, Frankfurt am Main 2009 (Anspielungen im Kapitel „Die Legende von der unsichtbaren Stadt Kitesch“).
- Ilse Helbich: Vineta. Literaturverlag Droschl, Graz 2013, ISBN 978-3-85420-845-7.
- Theresia Enzensberger: Auf See. Carl Hanser Verlag, München 2022, ISBN 978-3-446-27397-9 (spielt in der „Seestatt Vineta“).

### Filme/Dokumentationen
- Vineta (2006). Drehbuch und Regie: Franziska Stünkel. Mit Peter Lohmeyer
- Vineta-Sage (2016) mit Molli Miez, Zeichentrick Animation für Kinder. Drehbuch und Animation: Anette Schröder
- Vineta – Das Geheimnis der versunkenen Stadt (2004). Drehbuch: Klaus Alde. Regie: Günter Meyer
- Vineta (2023). Terra X, Ungelöste Fälle der Archäologie - Verschollenes. Episode 1354. Regie: Gisela Graichen, Peter Prestel.

### TV-Serien
- Wunderbare Reise des kleinen Nils Holgersson mit den Wildgänsen. Zeichentrickserie (1980): Folge 15 – Die versunkene Stadt[31]
- Küstenwache (ZDF), 15. März 2000: „Ufos über Vineta“.
- Küstenwache (ZDF), 21. Dezember 2011: „Der Fluch von Vineta“.
- Morden im Norden (Das Erste), 25. April 2022: „Vineta“.

### Hörspiele
(Quelle: )
- Hugo R. Bartels: Vineta (1929). Regie: Hans-Peter Schmiedel (Mitteldeutsche Rundfunk AG)
- Jura Soyfer: Vineta. Regie: Hans Nüchtern (ORF 1948) bzw. Peter Groeger (Rundfunk der DDR 1987)
- Robbes Kampf um Vineta (1975) von Gunter Preuß; Regie: Horst Liepach (Rundfunk der DDR 1975)
- Angela Stachowa: Vineta (1979). Regie: Christa Kowalski (Rundfunk der DDR)

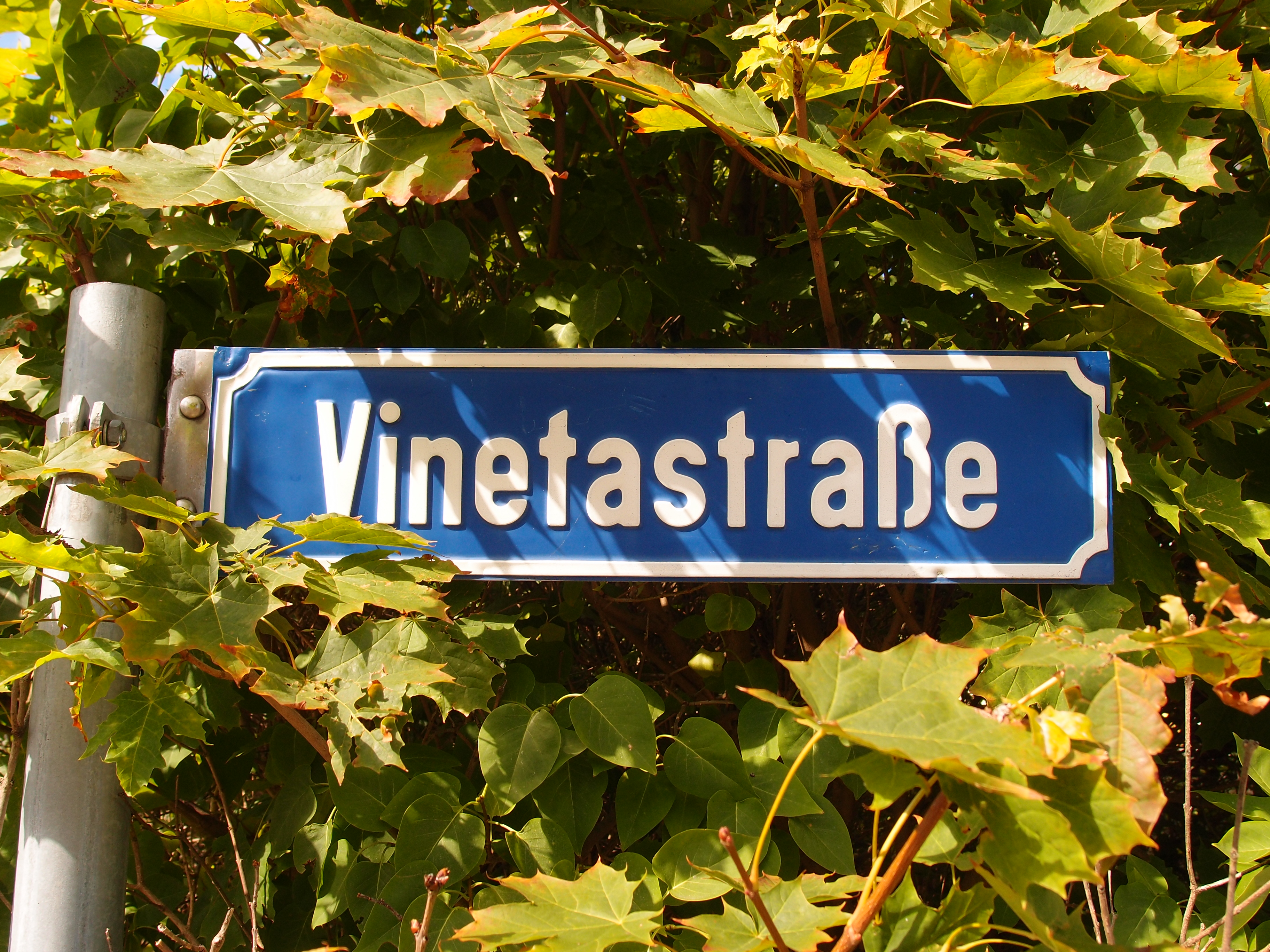
Straßenschild in Ahlbeck auf Usedom

### Benennung
- In Berlin gibt es einen Vinetaplatz im Ortsteil Gesundbrunnen (vormals Wedding), umgeben von der Swinemünder Straße und der Wolliner Straße, sowie eine Vinetastraße mit gleichnamigem U-Bahnhof im Ortsteil Pankow.
- Im Deutschen Reich (Kaiserreich) existierten Kriegsschiffe namens „Vineta“ (Korvette Vineta, Kreuzer Vineta, Hilfskreuzer Vineta).
- Bei Hoek van Holland gab es im Zweiten Weltkrieg eine „Marineküstenbatterie Vineta“ als Teil des Atlantikwalles.
- In der Bundesmarine existierte von 1961 bis 1992 ein Binnenminensuchboot mit dem Namen „Vineta“ (M2652, Ariadne-Klasse). Es war eine Einheit im 3. Minensuchgeschwader.
- Eine Kunstinstallation im Störmthaler See bei Leipzig trägt den Namen „Vineta“ und soll an die Kirche von Magdeborn erinnern, das so wie weitere Dörfer dem Tagebau Espenhain zum Opfer gefallen ist.
- In Heidelberg gibt es eine liberale Studentenverbindung, die den Namen Vineta trägt.
- In Kiel-Gaarden gibt es einen Vinetaplatz und -brunnen.
- Im Europapark Rust gab es im Themenbereich Skandinavien einen Ausstellungsraum zur „Versunkenen Stadt Vineta“ (am 26. Mai 2018 abgebrannt).
- In Swakopmund, Namibia, gibt es einen Stadtteil namens Vineta.
- Das Ausflugsschiff „Adler Vineta“ der Reederei Adler-Schiffe führt den Namen der Stadt in Kombination mit dem reedereispezifischen „Adler-Titel“. Das Schiff verkehrt vor der Insel Usedom ab den Seebrücken Zinnowitz, Bansin, Heringsdorf und Ahlbeck.
- Der Berliner Fußballklub SC Hakoah Berlin wurde im Jahr 1953 in Spielvereinigung Vineta 05 umbenannt.[33]